# Zambia na Letnich Igrzyskach Olimpijskich 1972
Zambię na XXIII Letnich Igrzyskach Olimpijskich reprezentowało 11 sportowców.
Był to 3. (w tym raz jako Rodezja Północna) start Zambii na letnich igrzyskach olimpijskich.

## Skład kadry

### Boks
Mężczyźni
- Timothy Feruka - waga ekstralekka - 17. miejsce
- Morgan Mwenya - waga piórkowa - 33. miejsce
- Yotham Kunda - waga lekkopółśrednia - 17. miejsce
- Julius Luipa - waga średnia - 17. miejsce

### Lekkoatletyka
Mężczyźni
- Larmeck Mukonde - 100 metrów - odpadł w eliminacjach
- Nicodemus Maipampe - 400 metrów - odpadł w eliminacjach
- Benson Mulomba - 800 metrów - odpadł w eliminacjach
- Damiano Musonda - 5000 metrów - odpadł w eliminacjach

Kobiety
- Beatrice Lungu

100 metrów - odpadła w eliminacjach
200 metrów - odpadła w eliminacjach
- Grace Muneene - 400 metrów - odpadła w eliminacjach
- Audrey Chikani - skok w dal - 31. miejsce